# Lê Sỹ Minh
Lê Sỹ Minh (sinh ngày 23 tháng 3 năm 1993) là một cầu thủ bóng đá người Việt Nam thi đấu ở vị trí tiền vệ cho Bắc Ninh.